# Троешипы
Троешипы  (лат. Triacanthus) — род морских лучепёрых рыб семейства троешиповых. Встречаются в водах Индо-Тихоокеанской области от Персидского залива на восток через Бенгальский залив до восточной Австралии, на север до юга Японии и Китая. Придонные рыбы. Максимальная длина тела от 28 (Triacanthus nieuhofii) до 30 см (Triacanthus biaculeatus). Безвредны для человека, служат объектом мелкого рыболовного промысла, их охранный статус не определён.

## Классификация
На июнь 2021 года в род включают 2 вида:
- Triacanthus biaculeatus (Bloch, 1786) — Чернопёрый троешип
- Triacanthus nieuhofii Bleeker, 1852